# Lac Snag
Le lac Snag (Snag Lake) est un lac situé au nord-est du parc national volcanique de Lassen au nord-est de la Californie aux États-Unis. Il est situé au sud du Cinder Cone à une altitude de 1 844 mètres. 
Il est alimenté par le ruisseau Grassy Creek en provenance du lac Horseshoe.